# János Murányi
János Murányi (ur. 13 stycznia 1944 w Mezőkövesd) – węgierski lekkoatleta, który specjalizował się w rzucie dyskiem.
Uczestnik igrzysk olimpijskich w Monachium (1972) – z wynikiem 57,92 zajął 12. miejsce. Na mistrzostwach Europy w Atenach (1969) i w Rzymie (1974) odpadał w eliminacjach. W 1970 roku zdobył złoty medal uniwersjady. Międzynarodowy mistrz Polski z 1972. Mistrz Węgier z roku 1974. Rekord życiowy: 66,38 (1971).